# Luigi Pezzuto
Luigi Pezzuto (Squinzano, 30 aprile 1946) è un arcivescovo cattolico e diplomatico italiano.

## Biografia
È nato a Squinzano, in provincia e diocesi di Lecce, il 30 aprile 1946.

### Formazione e ministero sacerdotale
Dopo aver frequentato il ginnasio e il liceo classico al Pontificio Seminario Romano Minore, ha seguito i corsi teologici presso il Pontificio Seminario Romano Maggiore. Si è laureato in teologia.
Il 25 settembre 1971 è stato ordinato presbitero, nella chiesa madre di Squinzano, dal vescovo di Lecce Francesco Minerva.
Dopo l'ordinazione è stato nominato assistente del Pontificio seminario romano e vicerettore del seminario vescovile di Lecce; al contempo è stato anche collaboratore presso la parrocchia del Sacro Cuore di Gesù a Lecce. Nel 1975 ha iniziato l'iter formativo presso la Pontificia accademia ecclesiastica: nel giugno 1978 ha ottenuto la licenza in diritto canonico alla Pontificia Università Lateranense ed è entrato nel Servizio Diplomatico della Santa Sede.
Ha prestato servizio presso le rappresentanze pontificie in Ghana, Paraguay, Papua Nuova Guinea, Brasile, Senegal, Ruanda e Portogallo. Il 18 ottobre 1995 è stato nominato incaricato d'affari ad interim nella Repubblica del Congo e in Gabon.

### Ministero episcopale
Il 7 dicembre 1996 papa Giovanni Paolo II lo ha nominato nunzio apostolico nella Repubblica del Congo e in Gabon e arcivescovo titolare di Torre di Proconsolare. Il 6 gennaio 1997 ha ricevuto l'ordinazione episcopale, nella basilica di San Pietro in Vaticano, per imposizione delle mani dello stesso pontefice, co-consacranti gli arcivescovi Giovanni Battista Re, sostituto per gli affari generali della Segreteria di Stato, e Myroslav Marusyn, segretario della Congregazione per le Chiese orientali.
Un anno più tardi il Gabon ha firmato un accordo con la Santa Sede.
Il 22 maggio 1999 è stato trasferito alla nunziatura apostolica in Tanzania e il 2 aprile 2005 a quella di El Salvador, contribuendo tra l'altro al raggiungimento di una tregua tra le bande Mara Salvatrucha e Barrio 18. Dal 7 maggio 2005 è stato anche nunzio apostolico in Belize.
Il 17 novembre 2012 è stato nominato nunzio apostolico in Bosnia ed Erzegovina e in Montenegro. Dal 16 gennaio 2016 al 25 maggio 2019 è stato anche nunzio apostolico nel Principato di Monaco.
Il 31 agosto 2021 papa Francesco ha accolto la sua rinuncia all'ufficio di nunzio apostolico per raggiunti limiti d'età.

## Posizioni teologiche, morali, sociali e su temi politici

### La questione dei matrimoni omosessuali in El Salvador
Ad aprile 2009 ha appoggiato l'iniziativa dell'arcivescovo di San Salvador, monsignor José Luis Escobar Alas, che ha raccolto 300 000 firme e pubblicamente si è rivolto al partito progressista Fronte Farabundo Martí per la Liberazione Nazionale (FMLF), espressione della maggioranza di governo, affinché sostenesse l'emendamento alla Costituzione, proposto dai partiti di centro e di destra e finalizzato a vietare il matrimonio tra le persone omosessuali. Il nunzio apostolico ha rivolto un appello all'Assemblea perché l'emendamento costituzionale fosse approvato con la maggioranza qualificata necessaria. Il FMLF, che sino a pochi giorni prima trovava discriminatorio il testo dell'emendamento ed era orientato a bocciarlo, ha garantito in Parlamento la maggioranza qualificata necessaria per la sua approvazione definitiva.
Dopo settimane di proteste, il 28 aprile gli attivisti LGBT, contrari al provvedimento, hanno organizzato una manifestazione dichiarando che i cattolici non rappresentano la totalità del Paese e che quindi il provvedimento minerebbe la laicità dello stato. Monsignor Pezzuto ha respinto le critiche, sostenendo che l'emendamento rafforzerebbe l'istituto del matrimonio e la famiglia e pertanto non alimenterebbe la discriminazione sociale, come sostenuto dagli attivisti LGBT.

## Genealogia episcopale e successione apostolica
La genealogia episcopale è:
- Cardinale Scipione Rebiba
- Cardinale Giulio Antonio Santori
- Cardinale Girolamo Bernerio, O.P.
- Arcivescovo Galeazzo Sanvitale
- Cardinale Ludovico Ludovisi
- Cardinale Luigi Caetani
- Cardinale Ulderico Carpegna
- Cardinale Paluzzo Paluzzi Altieri degli Albertoni
- Papa Benedetto XIII
- Papa Benedetto XIV
- Papa Clemente XIII
- Cardinale Enrico Benedetto Stuart
- Papa Leone XII
- Cardinale Chiarissimo Falconieri Mellini
- Cardinale Camillo Di Pietro
- Cardinale Mieczysław Halka Ledóchowski
- Cardinale Jan Maurycy Paweł Puzyna de Kosielsko
- Arcivescovo Józef Bilczewski
- Arcivescovo Bolesław Twardowski
- Arcivescovo Eugeniusz Baziak
- Papa Giovanni Paolo II
- Arcivescovo Luigi Pezzuto

La successione apostolica è:
- Vescovo Fabio Reynaldo Colindres Abarca (2008)
- Vescovo José Elías Rauda Gutiérrez, O.F.M. (2008)
- Vescovo Christopher John Glancy, C.S.V. (2012)
- Vescovo Constantino Barrera Morales (2012)